# Pase del Niño Viajero

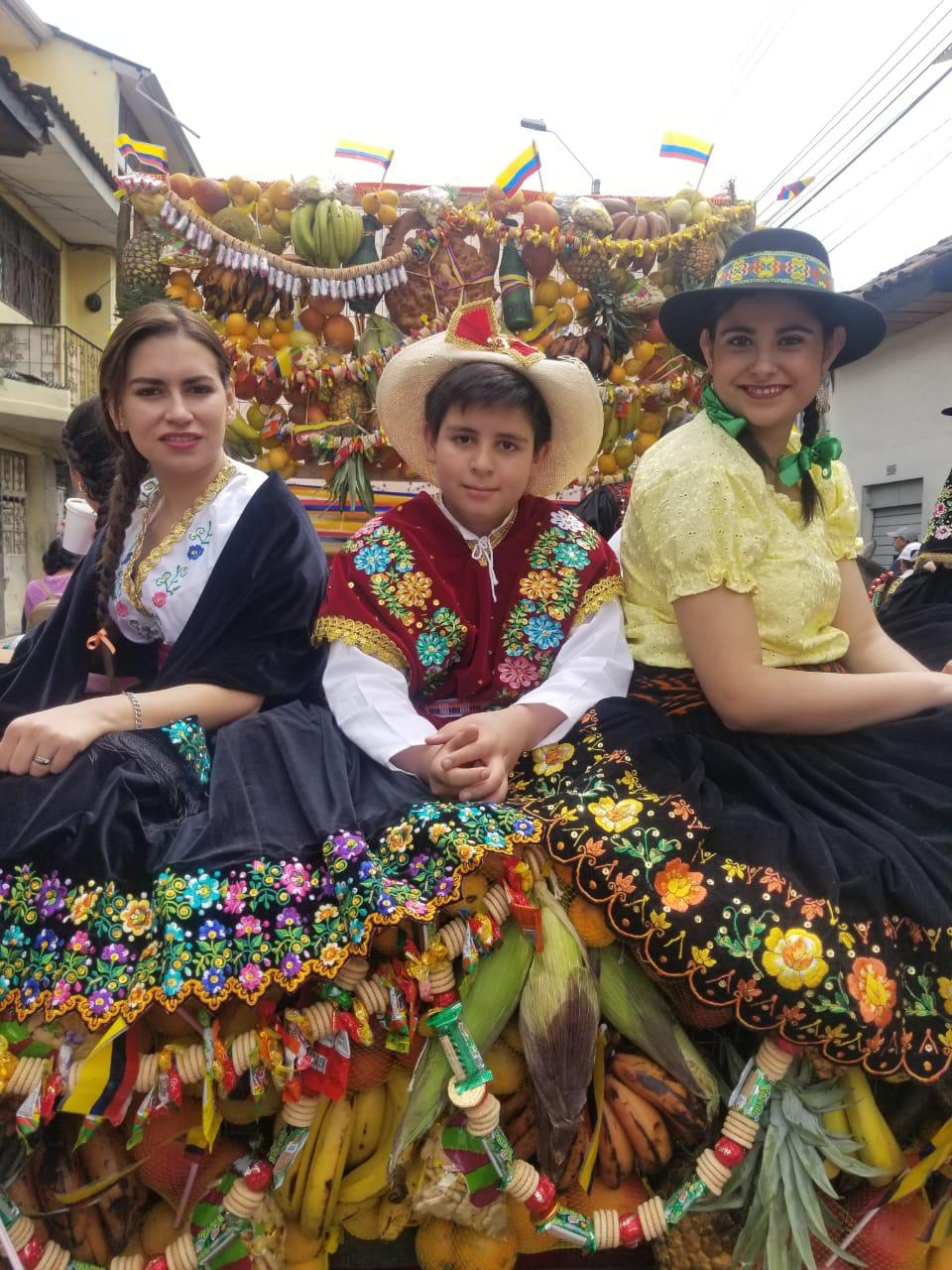
Se realizan gestos tradicionales en los carros alegóricos.

El Pase del Niño Viajero es una fiesta religiosa que se festeja cada 24 de diciembre, en la provincia de Azuay, Ecuador, por motivo de la celebración al nacimiento del niño Jesús. Esta es una celebración multitudinaria en la cual asisten miles de personas, en especial de la urbe cuencana y otros conglomerados del Azuay. Esta consagración religiosa tiene un recorrido que comienza desde el barrio de San Sebastián hasta San Blas, algunos años su ruta tiende a cambiar debido a trabajos en las vías o para dar espacio a la gran cantidad de fieles que se unen a esta celebración. Esta celebración trae consigo un alto símbolo social y cultural, ya que ayuda al mantenimiento de la unión, cohesión social, solidaridad comunitaria, por medio de la reciprocidad y la redistribución.

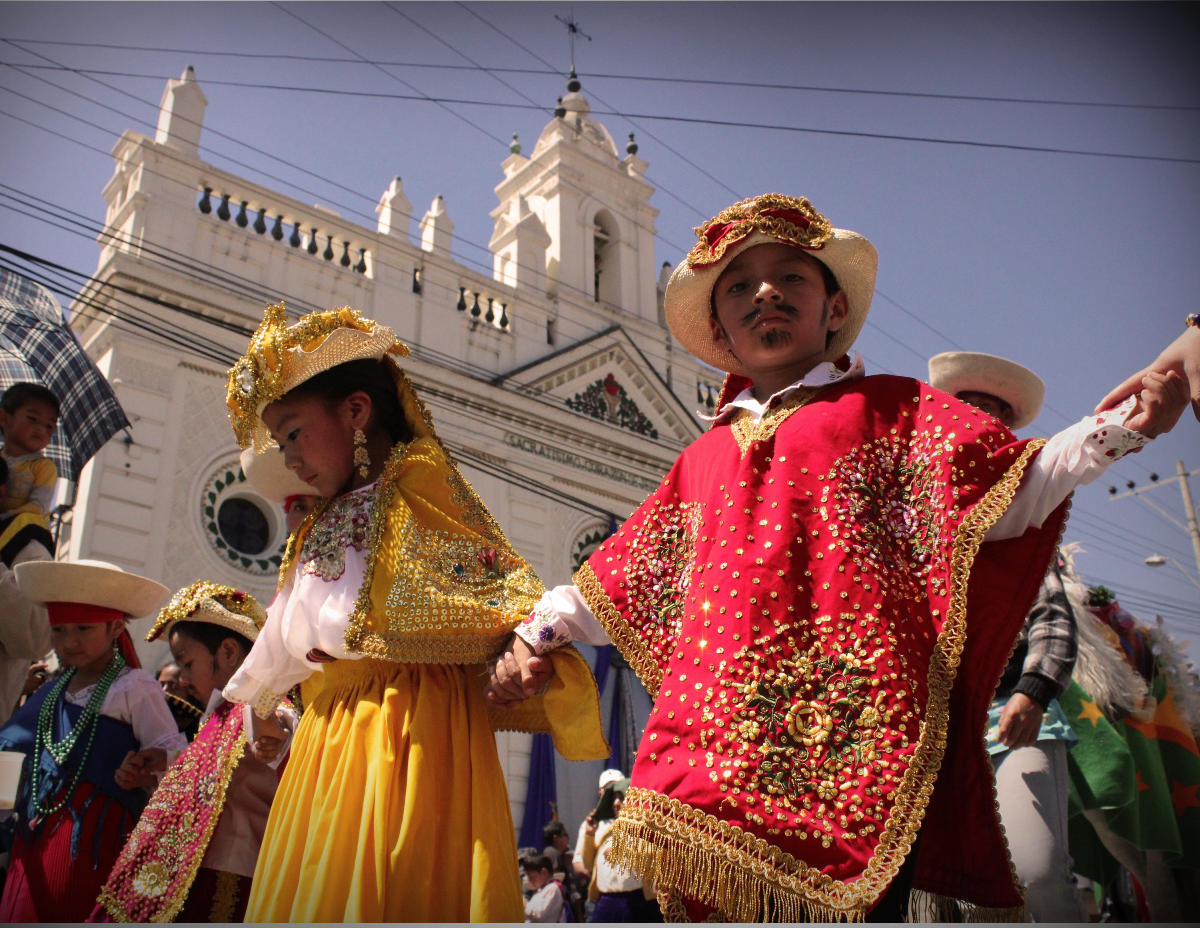
Imagen del Niño Viajero en la iglesia del Corazón de Jesús, durante el Pase del Niño Viajero 2013 en Cuenca (Ecuador).

Según el sacerdote Robert Calle de la congregación del Carmen durante un conversatorio nos hablo acerca del Pase del Niño Viajero el cual es una actividad religiosa de carácter cultural  que busca fusionar la herencia occidental del cristianismo con lo colonial , se celebra cada 24 de diciembre en la ciudad de Cuenca- Ecuador que tiene por objetivo la devoción al Niño Dios, dando una fusión de las festividades navideñas con el pensamiento andino del Ecuador.
Es un desfile procesional que tiene como centro la imagen del Niño Dios, en esta festividad religiosa participan niños con disfraces de carácter religioso, pastores, gitanos, jíbaros, mayorales y algunas etnias del Ecuador y seglar los cuales van a estar acompañados de sus familias, también se cuenta con conjuntos musicales y carros alegóricos recorriendo varias calles de la ciudad hasta llegar a las a una o varias Iglesias donde se da la Misa del Niño Dios. Sin embargo, esta festividad empezó teniendo una esencia religiosa pero actualmente tiene más un carácter popular .
Esta celebración de carácter religioso es organizada por el Monasterio del Carmen de la Asunción con el apoyo de la Arquidiócesis de Cuenca.
El recorrido del Pase del Niño Viajero empieza en la iglesia del Corazón de Jesús y termina en la iglesia del Carmen de la Asunción, luego de un recorrido por el Centro Histórico de Cuenca. Se calcula que en las últimas ediciones han participado 70.000 personas. Según el sacerdote Robert Calle, ahora el Pase del Niño Viajero es una celebración que mueve decenas de miles de personas incluyendo a turistas.Sin embargo, esta festividad cada vez va perdiendo más su esencia religiosa  debido a los disfraces que más tienden a representar a la cultura, a la época colonial, presenta esta festividad patrimonio intangible basándose en los valores, rasgos que identifican a un pueblo  y el folklore. De acuerdo a esta tradición la vestimenta del niño viajero va a variar cada año, ya no solo es una festividad que participan niños esta festividad ha ido cambiando su modalidad hoy en día las empresas también participan de esta fiesta religiosa y cultural con carros alegóricos.

## Descripción del Pase del Niño Viajero
El pase del niño viajero se realiza en la ciudad de Cuenca desde el primer domingo de Adviento hasta Carnaval, este comienza a tener mayor intensidad a partir del 24 de diciembre. Estas comparsas tienen las características de un pase mayor, ya que es el más atractivo, popular y admirado por los participantes. Este pase del Niño Viajero tiene características comunes a los demás ya que tiene carros alegóricos, indumentaria, productos alimenticios, música.
El nombre del pase del Niño viajero se basa en una escultura creada en 1823 en donde el vicario de la Arquidiócesis de Cuenca llevó a la figura a los distintos lugares santos en donde en uno de ellos recibió la bendición del Papa. Tras su regreso en 1961, la mantenedora que por muchos años realizaba el pase al ver la figura exclamó ¡Ya llegó el viajero! Días antes al pase del niño, los priostes junto con la mantenedora invitan a autoridades locales y gente de pueblos cercanos, se encargan de conseguir las bandas de música del ejército y de la policía, también ayudan en la elaboración de la chica y las grandes cantidades de pan que son repartidos a todos los participantes.
En las primeras horas del 24 de diciembre las preparaciones para las comparsas se tornan un poco intensas ya que, en los pueblos como Baños, San Joaquín, Misicata, El Arenal, Yanuncay, Narancay tienen que prepararse con más tiempo ya que el trayecto hasta llegar al centro de la ciudad es muy largo. En la mañana es frecuente encontrar en las vías gente preparando los carros alegóricos, caballos, disfrazando a los niños etc. Horas antes de comenzar el desfile, los practicantes pasan por la casa de la mantenedora para recibir la chicha y el pan ya antes preparado. El Ángel de la Estrella es quien abre el desfile seguido por los Reyes Magos, comparsas de pastores, conjuntos musicales, carros alegóricos, grupos del Tucumán que hacen el baile con las cintas y  finalmente termina con el carro alegórico en donde se encuentra la imagen del Niño Jesús llevado por el vicario con algunos sacerdotes y algunas veces acompañado del Arzobispo de Cuenca.

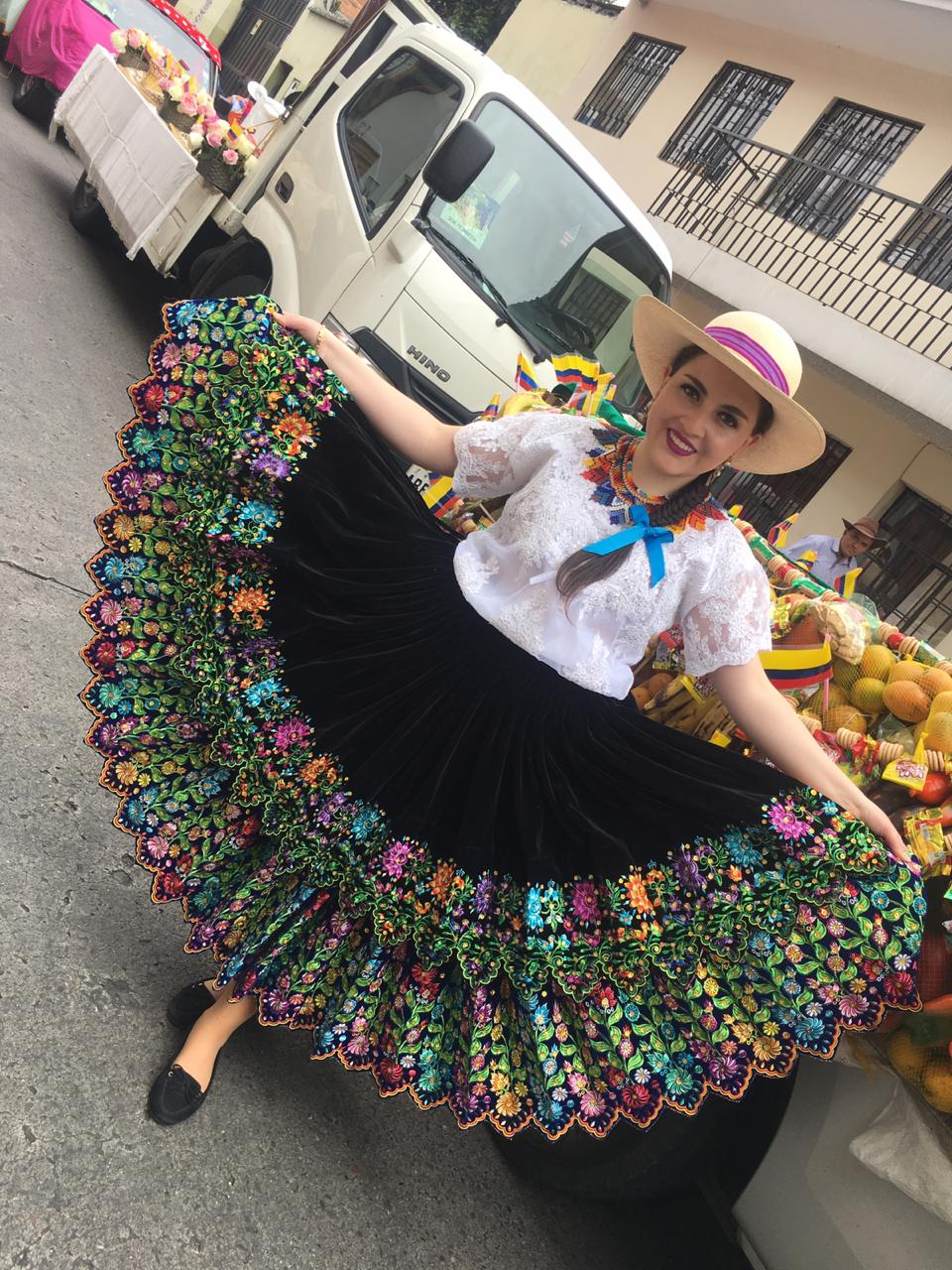
La chola cuencana es reconocida como la mujer campesina de la ciudad de Cuenca

El pase del Niño transita por la Calle Bolívar, San Alfonso, toma la calle Borrero, la Sucre hasta finalmente llegar al parque Calderón. Una vez terminado el pase el vicario de la Arquidiócesis levanta la venerada imagen ante los fieles para dar la bendición y posteriormente lo deposita en la iglesia de la Catedral Nueva.

## Historia

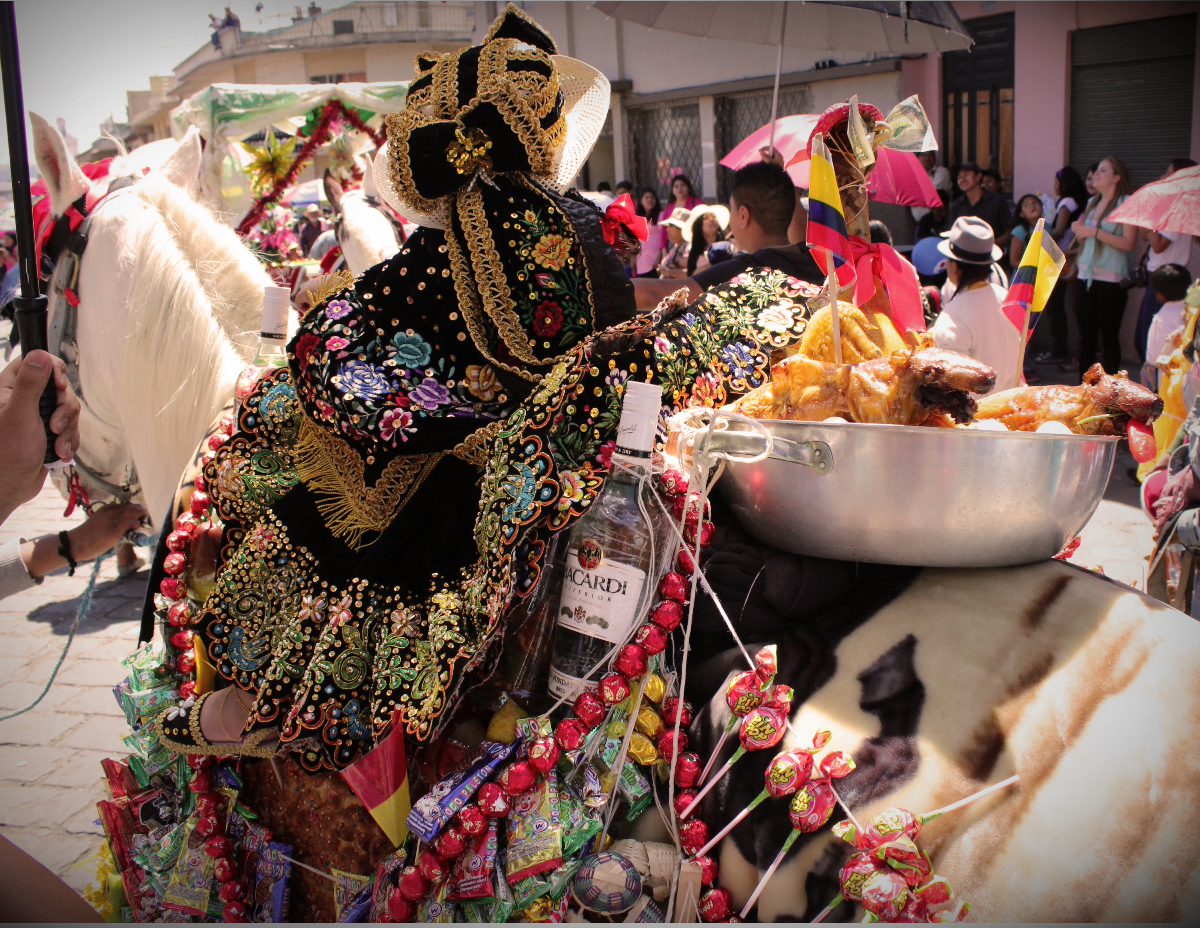
Niño vestido de mayoral en caballo durante el Pase del Niño Viajero 2013 en Cuenca (Ecuador).

El Pase del niño Viajero se origina debido a una escultura de 1823 mandada a realizar por Josefa Heredia. Al pasar cuatro generaciones esta escultura se queda en manos del vicario de la Arquidiócesis de Cuenca, Monseñor Miguel Cordero Crespo. En 1933 se le otorga a Miguel Cordero Crespo la organización del Pase del Niño el cual se realizaba en el Hospital Militar. Esta festividad se remonta en el año de 1961 el cual Miguel Cordero Crespo, poseedor de la escultura del Niño, viaja a Roma para que la imagen sea bendecida por el papa Juan XXIII. También llevó consigo la escultura a Tierra Santa, en el que el niño fue colocado por un tiempo corto en el Pesebre de Belén. Al retornar de su viaje a la ciudad de Cuenca en 1961, el Monseñor Miguel Cordero Crespo se veía con el compromiso de establecer el pase tradicional de la vigilia de Navidad con esta escultura del Niño Dios, convirtiéndose de este modo en el fundador de la festividad religiosa del Pase del Niño Viajeros. Finalmente encarga a Rosa Palomeque de Pulla la realización del Pase del Niño Viajero. Rosa Palomeque exclamó al ver la imagen: "¡Ya llegó el viajero!". Desde ahí se lo conoce como Niño Viajero. Ese mismo año se celebró su primer pase y fue creciendo hasta convertirse en la Gran Pasada. La primera mantenedora del Pase del Niño Viajero fue Rosa Palomeque, quien luego encargó esa función a su hija Rosa Pulla. Al fallecer, en el año 2007, se hizo cargo su hija, Carmela Llivipuma. En 1986 Monseñor Miguel Cordero Crespo fallece el cual deja a su testamento la sagrada imagen del Niño Dios a las madres del Monasterio del Carmen de la Asunción.

## Orígenes
La orden Franciscana fue la primera orden religiosa en llegar a América, pero fue San Francisco de Asís, el religioso italiano creador de la orden franciscana, quien ayudó a implementar la religión católica y es considerado por muchos como el creador de los nacimientos y pesebres en todo el mundo. La Navidad ha tenido gran trascendencia adquiriendo matices del espíritu popular pegado a las raíces andinas y europeas. El pase del niño es una manifestación de religiosa popular celebrada principalmente en la región sur del Ecuador. Esta celebración se caracteriza por la combinación elementos cristianismos tradicionales y de diversos orígenes, es decir con localismos para tener mucha afinidad con la zona, esta es expresada por medio de comparsas que tienen de imagen principal la del niño Jesús, esto se acompaña con música, bailes, villancicos de Navidad, cohetes, comida y bebida, finalmente la celebración culmina con una misa e honor al niño Jesús.

## vida en Cuenca-Ecuador
La fiesta de la Navidad ha venido siendo solemne desde fines del siglo XIX por la gran abundancia de imágenes relacionadas al niño Jesús. Con el paso del tiempo el número y variedad de disfraces han ido aumentando, se realizaban pequeños pases desde la Navidad hasta el Carnaval y posteriormente se hacían pases mayores y con más relevancia.

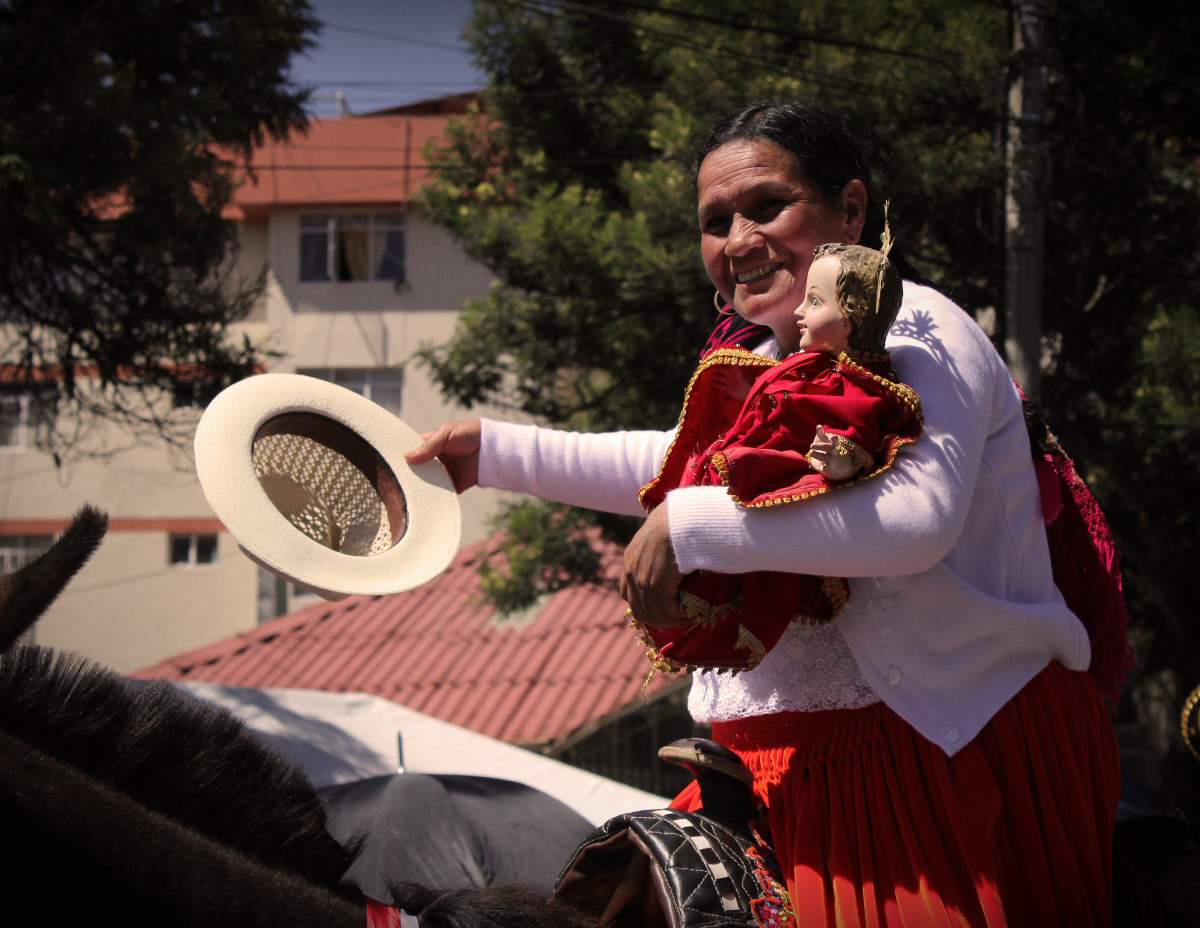
Chola Cuencana cargando al Niño Dios en el Desfile del Pase del Niño. (Cuenca/Ecuador)

Puede considerarse que existen 2 pases del niño: mayores y menores.

### Pases mayores
En los pases mayores los líderes son llamados como mantenedores, ellos son los encargados de todos los preparativos del pase y junto a los priostes invierten mucho tiempo y dinero para que todo salga bien. En los pases mayores la imagen central de la iglesia es la del niño Jesús, por la que en la procesión la lleva un sacerdote. Los mantenedores y los priostes son los encargados de la invitación a autoridades eclesiásticas como civiles para que se preparen con carros alegóricos y disfraces para las comparsas. Es tanta la devoción existente por el Niño Jesús en la región del Sur que no limita la participación a los invitados y pueblos aledaños ya que todos los fieles salen a las calles llevando cualquier disfraz.

### Pases menores
Tradicionalmente los pases menores son estructurados por familias en los que no existen devotos espontáneos y tienen un recorrido predeterminado y corto en donde sus participantes son pueblos vecinos, amigos y familiares cercanos, en los pases menores la devoción es la misma que en los mayores ya que desfilan disfrazados y su principal imagen es la del Niño Jesús. En estos pases la fiesta comienza cuando llegan a casa ya que el párroco espera en la iglesia para recibir la imagen venerada en la comunidad, se celebra la misa, se hace una pampa mesa que es una tradición de los pueblos y comunidades y finalmente se hace un agasajo a los niños que participaron en las comparsas.
Estos pases suelen extenderse, en algunas ocasiones, hasta el mes de febrero cuando el ambiente del Carnaval empieza a cobrar sus primeros albores

## Recorrido

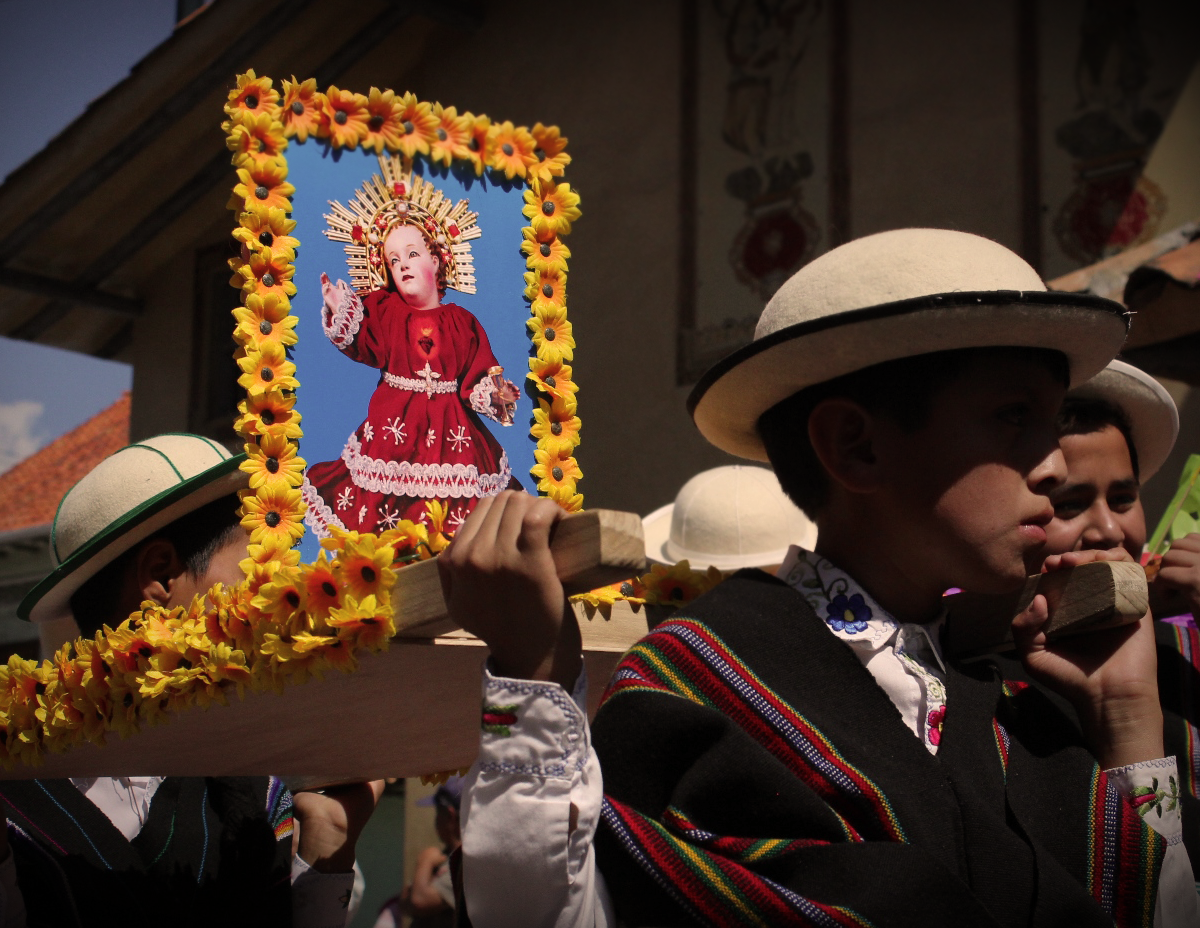
Reproducción de la imagen del Niño Viajero cargada por niños vestidos como cañaris, durante el Pase del Niño Viajero 2013 en Cuenca (Ecuador).

El 23 de diciembre se celebra el cambio de padrinos del Pase del Niño Viajero y la imagen permanece en velación hasta el día siguiente, cuando es llevado a la iglesia de El Carmen de la Asunción. 
En la mañana del 24 de diciembre se celebra una misa y los padrinos, junto a autoridades locales y religiosas, llevan al Niño hasta la iglesia del Corazón de Jesús, donde normalmente inicia recorrido del Pase del Niño Viajero.
En el atrio de esa iglesia permanece la imagen durante la mañana y parte de la tarde del 24 de diciembre. Desde ese lugar avanza la procesión por las calles Baltazara Calderón y Simón Bolívar hasta la iglesia de San Blas. 
Por la tarde, cuando han pasado todos los participantes, la imagen es llevada de vuelta a El Carmen de la Asunción, donde se celebra otra misa.
En el año 2015, debido a las obras de construcción del Tranvía de Cuenca, se modificó una parte del recorrido. La imagen saldrá permanecerá en el atrio de la iglesia de San Sebastián, desde donde saldrá la procesión por la calle Simón Bolívar.
Se calcula que participan unas 70.000 personas y 1.000 carros alegóricos, cuyo recorrido inicia a las 10:00 y terminada luego de las 15:00.
En 2020, debido a la Pandemia del COVID-19 el tradicional recorrido de los fieles detrás de la imagen por el Centro Histórico fue reemplazado por sobrevuelos en helicóptero por la ciudad, y por el recorrido de una caravana de motocicletas, en diferentes calles y avenidas de la ciudad, los cuales fueron efectuados por la Policía Nacional. Esta medida se tomó con el fin de evitar focos de contagio del virus, que hasta el momento deja una considerable cifra de personas infectadas y fallecidas. Un año después, en 2021, se retomó la tradición de los carros alegóricos, las bandas de pueblo y las comparsas, pero con una menor afluencia de participantes y asistentes, ya que en esta ocasión, las autoridades nacionales y locales habían flexibilizado las medidas de restricción tomadas durante la pandemia. Finalmente, la procesión se volvió a realizar en su forma tradicional el 24 de diciembre del 2022, después de dos años de restricciones, y en esta ocasión, hasta con un número mayor de asistentes al de los tiempos prepandémicos.

## Personajes Religiosos
El Pase del Niño Viajero cuenta con varios personajes tradicionales y bíblicos, entre los personajes tenemos :
El ángel de la estrella: Cuerpo celeste que guio a los pastores y magos hasta Belén. Lo personifica un muchacho vestido de ángel con un cintillo de estrella en la cabeza, traje blanco con alas, y una vara coronada por una estrella.
Los tres reyes magos: Los magos del oriente conocidos como Gaspar, Melchor y Baltazar clasificados racialmente como blanco, negro e indio, respectivamente. 
Niño Dios: Hijo de Dios nacido en u humilde pesebre rodeado de animales de granja. Personificado también por diversos infantes durante el desfile.
Virgen María: Vestida con una túnica rosa y manto de color celeste. Figura dulce, bondadosa, con gran poder ante Dios.
San José: Su vestimenta es una túnica marrón con un manto verde oscuro. Personaje segundo de la Sagrada Familia.
Mayorales: Son representaciones del pueblo de Belén, también constituido por cholos y cholas cuencanos que utilizan ponchos, polleras, sombreros de paja toquilla, y alpargatas.

## Otros Personajes
Grupos étnicos del Ecuador como Cañarejos, Saraguros, Otavaleños, Tsachilas, Afroecuatorianos.
Jíbaros, pertenecientes a la región oriental del Ecuador vestidos con anacos enteros, penachos de plumas, lanzas de chontas, pueden realizar danzas durante el desfile. 
Grupos foráneos como Charros, Gitanos, Colombianos, Árabes, etc.
También se destacan grupos de bailarines como los contra-danza y negros-danza que nunca dan la espalda al Niño Dios, hacen reverencias ante el mismo mostrando su respeto hacia el. Las mujeres integrantes usan faldas y blusas de colores fuertes y vivos, turbantes y aretes llamativos.

## Los Carros Alegóricos
Principalmente están constituidos por grandes camiones de transporte de materiales que son decorados y arreglados con grandes cortinas, telas para cubrirlos por completo. La decoración depende sobre el escenario o lo que se quiera representar ya sea el pesebre del Niño Dios, La adoración de los pastores, La anunciación de María, la Huida a Egipto, entre otros.  
Los carros alegóricos pueden también estar decorados con montes de paja para crear ambiente y realismo, así como también la decoración con utensilios como ollas de barro, instrumentos musicales indígenas, comida, frutas, obsequios, ofrendas, billetes. 
Durante el desfile los carros alegóricos van intercalados entre las bandas de música, bailarines, y personajes.

## Música
La música es un elemento muy importante de esta fiesta. Se da el uso de tonos navideños como villancicos principalmente en español interpretados por bandas de pueblo, acompañadas de silbatos de sonidos de pajaritos. Sobre la autoría de las canciones, la mayoría son anónimas. Los temas que se tratan en las canciones son la alegría que trae la llegada del Niño Dios y el eterno amor que se tiene al mismo. Uno de los infaltables villancicos del repertorio navideño nacional es Dulce Jesús Mío

Dulce Jesús mío, 

mi niño adorado
Ven a nuestras almas niñito, 
ven no tardes tanto 

Del seno del padre, 
bajaste humanado 
Deja ya el materno niñito, 

porque te veamos.
Dulce Jesús Mío - Salvador Bustamante Celi

Otras canciones claves son: Claveles y rosas, Desde el Alto Cielo, Zágales a prisa, En brazos de una doncella, Duerme Niño, Lindo Niño, Ya viene el Niñito, No sé Niño Hermoso, Bienvenido seas, Qué de alegrías, Niñito, En noche tan fría, entre otros. También, desde hace algunas décadas se suele cantar y escuchar una gran variedad de los tradicionales temas foráneos, como: Antontiruliulitu, Los peces en el río, El burrito sabanero, Campana sobre campana, El tamborilero, Vamos, pastores, vamos, Feliz Navidad, Rodolfo el reno y también, algunas interpretaciones en el idioma inglés. La música nacional de las otras festividades del año también resuena con gran bullicio en la mañana de Nochebuena en la ciudad de Cuenca, por parte de las bandas de pueblo. Infaltables son también: Escogió mi corazón este amor equivocado, La cuchara de palo, algunas melodías de la amazonía ecuatorian y por supuesto, como en todo evento festivo de la Atenas del Ecuador, Por eso te quiero Cuenca y la Chola cuencana.

## La invitación y la Organización

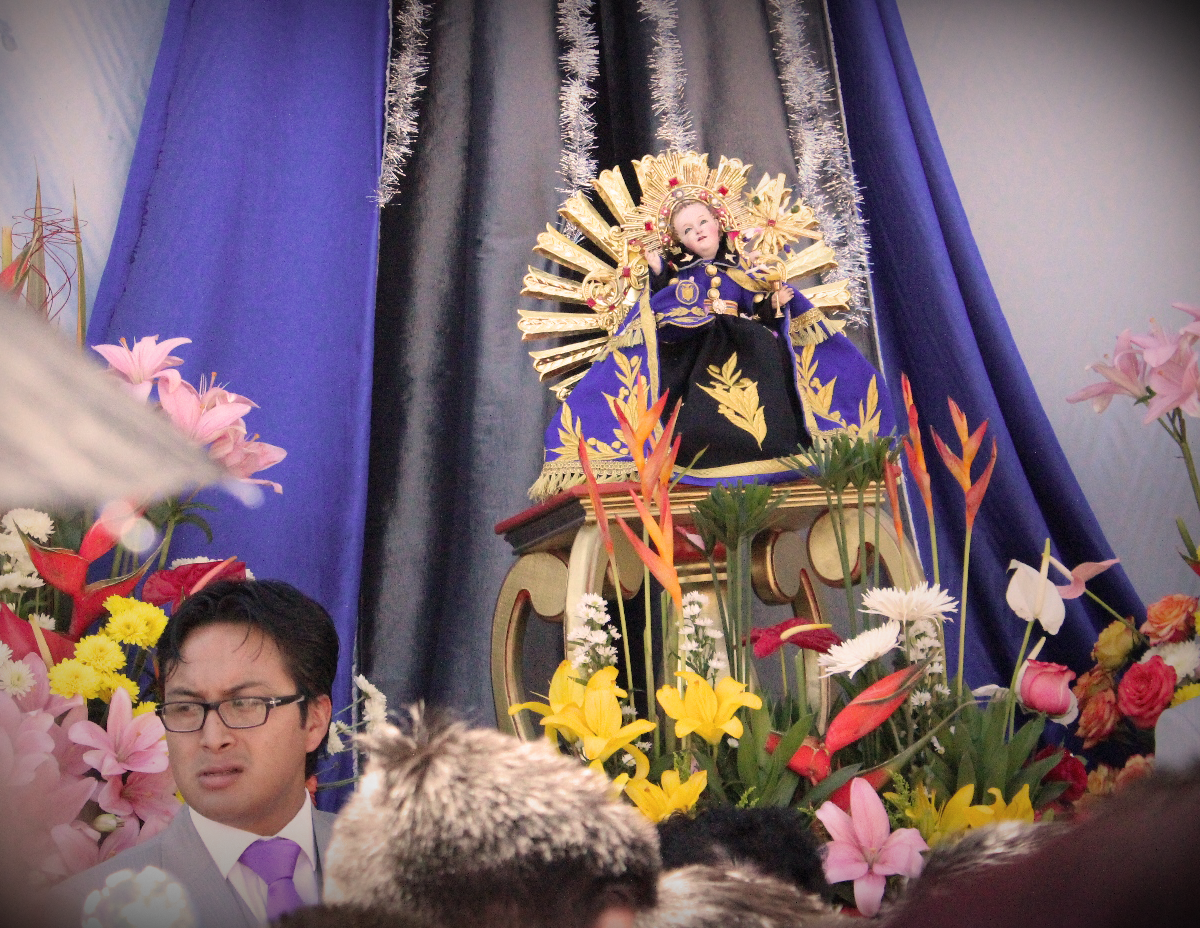
Niño Dios siendo alabado con cánticos religiosos en la Misa.

Se da la invitación por parte de la una de las pioneras de esta festividad Rosa Pulla, sus familiares y de otras organizadoras se efectúa con cuatro meses de anticipación al Pase del Niño se seguía el siguiente orden:
A la población rural (debido a la distancia entre la ciudad y las parroquias rurales) a la población urbana y en días previos al Pase, a las autoridades locales, también se hacían las gestiones para las bandas de música del Ejército, la Policía, los permisos municipales y control del tráfico. Se daba la invitación a los pueblos cercanos entre estos Ricaurte, San Joaquín, Balzay, Baños, Misicata, y Narancay y de acuerdo a la población urbana, Doña Rosa se dirigía ea los barrios tradicionales de la ciudad como es El Vado, San Sebastián, Corazón de Jesús, Yanuncay , también se realizaba la invitación a las vendedoras de los mercados 9 de Octubre y Mercado 10 de Agosto. Las invitaciones estaban dirigidas a los padres, para que hagan que sus hijos se disfracen se les ofrecía una copa de vino, se les obsequiaba chicha con pan y dulces bendecidos. También se contaba con la participación voluntaria de los barrios y sectores de San José del Vecino, María Auxiliadora, El Vergel, La Merced, El Cenáculo, San Roque, San Blas, Virgen del Bronce, Don Bosco y Cristo del Consuelo. Hoy en día esta festividad ha cambiado debido a que ya no se cuenta con la misma intensidad de participación de algunos de estos lugares. Para la participación en la pasada del Niño Viajero, la Arquidiócesis de Cuenca entregó un oficio a los párrocos de las distintas parroquias urbanas, varias instituciones públicas , privadas van a participar en el evento como : la Agencia Civil de Tránsito, el Ministerio de Relaciones Exteriores, Comercio e Integración; la Empresa Pública Municipal de Movilidad, EMOV, la Empresa Pública Municipal de Telecomunicaciones, Agua Potable, Alcantarillado y Saneamiento, ETAPA, la Policía Nacional; Marcimex, el Benemérito Cuerpo de Bomberos, la Fundación Reinas de Cuenca, la Prefectura del Azuay, la Gobernación del Azuay, la Empresa Eléctrica, la Alcaldía y la Municipalidad de Cuenca. Estas instituciones recibieron la visita del Niño Viajero con el levantamiento de nacimientos celebrando las Novenas . En Baguanchi- El Valle el Sr. Jaime Aguilar organiza la pasada de su Divino Niño, en ella cualquier persona de la comunidad puede participar, ya sea revestido o como acompañante. En años anteriores la pasada comenzaba a las 10:00 a. m. y termina entre el medio día. El recorrido comenzaba desde su hogar y daba la vuelta a la comunidad bajando por Guncay (comunidad cercana), luego de haber terminado la pasada, sigue la Eucaristía. Para el almuerzo se procede a entregar unas tarjetitas que son como el boleto para recibir la comida. Hay un aproximado de 1.000 personas o más que se reúnen en esa procesión. 
Terminada la comida es el show de un payaso para el entretenimiento de los niños. Y finalmente en la noche hay juegos pirotécnicos y música.

## La Velación y la Gran Pasada del 24 de diciembre
La Velación es el acompañamiento en vela durante la noche de la víspera del día en que se realizará la misa a la Imagen del Niño Dios, en caso de la velación de la imagen auténtica del Niño Viajero se realiza en dos casas, en este caso se hace normalmente en los hogares de particulares donde últimamente se ha realizado en:
La casa de la Doña Rosa Pulla ubicada en el barrio El Vado y en la de su hermano Don Cesáreo Pulla (Cuenca-Ecuador). Durante las velaciones se rezaba el rosario, posteriormente se realizaban agasajos hasta el día siguiente con comida, bebida, juegos de baraja, música y baile.  Hoy en día esta festividad , se desarrolla en la Catedral de la Inmaculada Concepción es organizado por la Arquidiócesis de Cuenca, la Comisión Pastoral Niño Viajero, el grupo Hermano Miguel, la Universidad Católica de Cuenca y demás devotos de las distintas parroquias y sectores participantes.
En cuanto al Niño Dios, este durante la velación luce sus mejores trajes, se encienden inciensos, velas, y se lo rodea con flores. En el evento se reparte a los asistentes diferentes tipos de comida y chicha (bebida típica).

## La Misa
La Misa del Niño es una de las más bellas tradiciones de la religiosidad popular. Resulta encantador el conjunto de imágenes del pequeño Jesús en el altar, cada una de un origen y un dueño distintos, todas con vestidos brillantes, bordados, lujosos, reposando en una bandeja de flores, entre luces multicolores y nubes de incienso. La celebración, con sus músicos, sus niños cantores y sus comparsas, es un bello espectáculo navideño. Y mientras en el interior resuenan los cantos emocionados, afuera estallan cohetes y la autóctona música de la banda. La Eucaristía es la forma más directa de contacto del devoto con Dios. Por ello, en el contexto de la religiosidad popular se intenta que sea solemne. Pero una vez más, el gozoso espíritu del pueblo, la presencia de disfraces, músicos, animales, y pirotecnia, rompe completamente con moldes espirituales convencionales y mezcla el espíritu andino con el europeo de manera constante y ecléctica.

## La fiesta
Todo lo relativo al Pases se convierte en fiesta, rebasa los límites familiares y se vuelve colectiva, gracias al entusiasmo y alegría del pueblo, pero también al espíritu navideño.
Además de la velación, la misa, la procesión que están llenas de un aire festivo, una calurosa reunión de parientes y amigos celebra la culminación de los Pases. Luego de los ritos religiosos, los priostes convidan a comer y beber e incluso a bailar a los participantes. Al color del Pase se suman así los olores y sabores más deliciosos.
Los alimentos: Las comidas tradicionales, apetitosas y típicas: cuy con papas,  el chancho hornado o sancochado, aves como pollos, pavos, (estos últimos suelen llevar billetes en sus picos), mote (maíz cocido) y ají picante tienen sentido ritual en el Pase. Son manjares para momentos excepcionales, que, al ser portados como ofrendas, en procesión, sobre todo por los mayorales, adquieren un carácter mágico, milagroso.

## Análisis Antropológico
La gran fiesta religioso-popular del Pase del Niño tiene como motivo esencial el nacimiento de Cristo, concebido por los católicos como signo de renovación.
Las demostraciones que ocurren antes, durante y después de la Pasada, se transforman para los devotos en acciones de fe, de sacrificio, lo que permite mantener esta tradición. Todo tiene una meta única: conseguir que la manifestación alcance el mayor éxito. Es preciso tener presentes estos aspectos de fe y devoción, cuando se enfocan otros, como por ejemplo el derroche a que están obligados los devotos, en su calidad de mantenedores o priostes, en pos de que la participación de sus hijos dentro del Pase sea del agrado del niño.

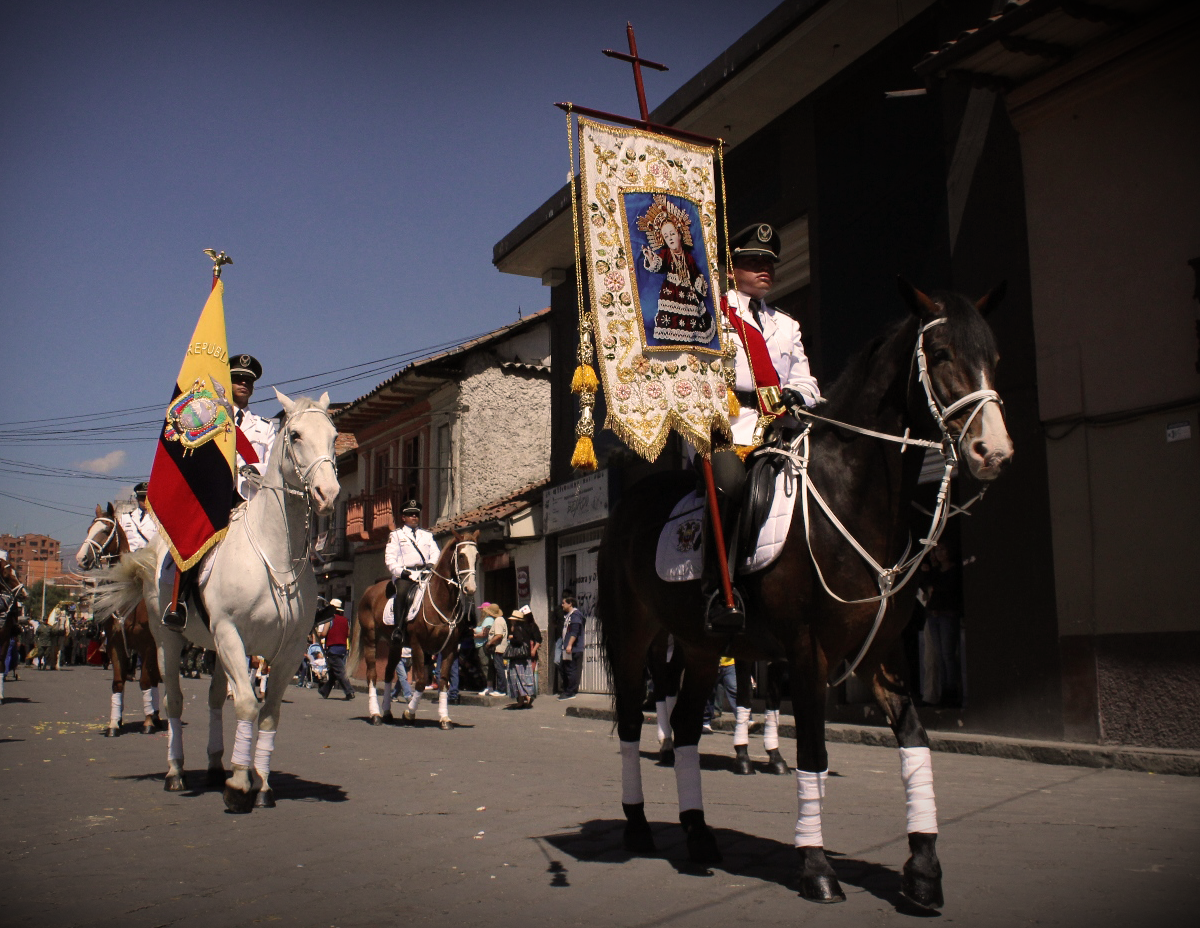
Procesión del Pase del Niño Viajero. Junto a autoridades de la ciudad. (Cuenca / Ecuador)

El creyente de estratos populares piensa en el Niño Dios como una fuente de milagros y una potencia castigadora. Los ritos religiosos llenan espacios humanos que están más allá de lo material, que no siempre son inteligibles por la razón, y que el hombre común piensa solo pueden ser colmados por los poderes sobrenaturales, muchas veces atributos efigie o una devoción. Esto quizás explique que el Niño Viajero haya adquirido enorme prestigio religioso en el ámbito popular y que el Pase tenga más participantes cada año. Los devotos rinden un culto mayor a esta imagen, colocándole en un sitial superior, por lo que es común que los propietarios de otras efigies participen en el Pase mayor.
Este sentido de superioridad crea también en los participantes un deseo mayor de figuración social , de competencia con el resto , lo que explica de algún modo , que en lugar de disminuir la importancia y el volumen de la manifestación , aumenten cada vez.

## Clima
Normalmente, durante la mañana y tarde del 24 de diciembre en la ciudad de Cuenca, se puede sentir altas temperaturas y una fuerte radiación ultravioleta que también es característica de la festividad del Pase del Niño. Por esto es común ver a gente vendiendo helados, granizados, agua embotellada, sombreros, gorras y paraguas para calmar el intenso calor que hace durante la festividad. Es así que se recomienda a los asistentes acudir con protección solar y mantenerse hidratados, debido a que la intensidad de la luz del sol y la radiación UV es en esa fecha la más alta del año.